# Eublemma variochrea
Eublemma variochrea là một loài bướm đêm trong họ Erebidae.